# Lechovice
Lechovice (in tedesco Lechwitz) è un comune della Repubblica Ceca facente parte del distretto di Znojmo, in Moravia Meridionale.